# Gladöskogen
Gladöskogen är ett naturreservat beläget i den nordöstra delen av Hanveden i Huddinge kommun, Stockholms län. Reservatet bildades 1998 och omfattar 22,5 hektar land. Området är av riksintresse för det rörliga friluftslivet.

## Beskrivning
Gladöskogen ligger i ett typiskt södertörnskt sprickdalslandskap strax norr om samhället Gladö kvarn och är en del av Flemingsbergsskogens naturreservat som i sin tur ingår i Orlångens naturreservat. Genom avsaknaden av skogsbruk är den största delen orörd, till följd av detta finns en rad rödlistade arter för både växter och djur. De artgrupper som är särskilt värdefulla är fåglar, insekter, kärlväxter, vedsvampar, lavar och mossor.
I Gladöskogen förekommer bland annat sumpskogar med al och gran, hällmarksskog, bergbranter och ett stort bestånd av ädellövträd, särskilt av ek. Enligt Huddinge kommun är naturvärden mycket höga. Flera leder och spår passerar genom området. Området ingår även i den övergripande grönstrukturen för Stockholmsregionen. Ändamålet med naturreservatet är att bevara ett skogsområde av stort värde för den biologiska mångfalden.

## Bilder

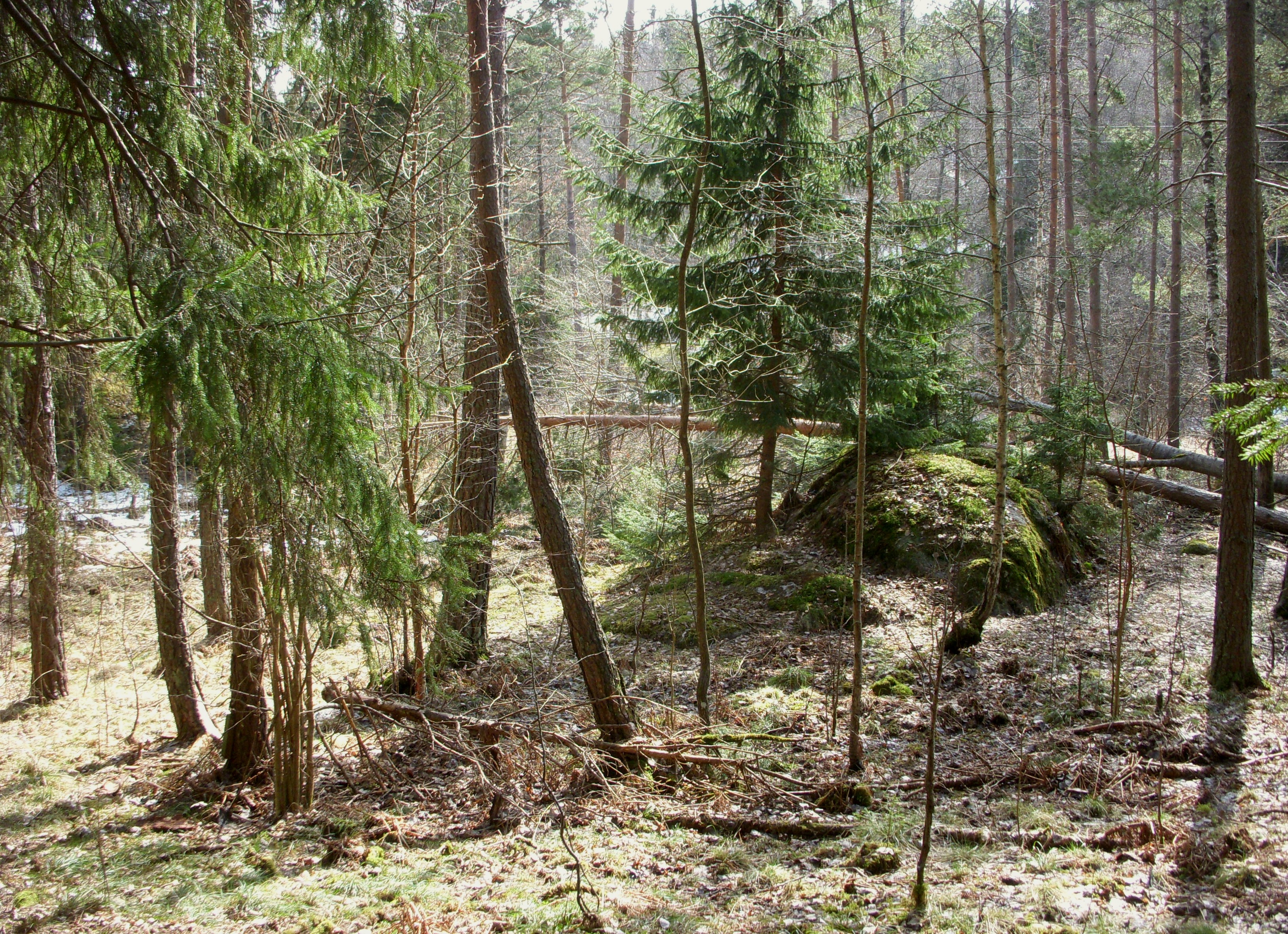
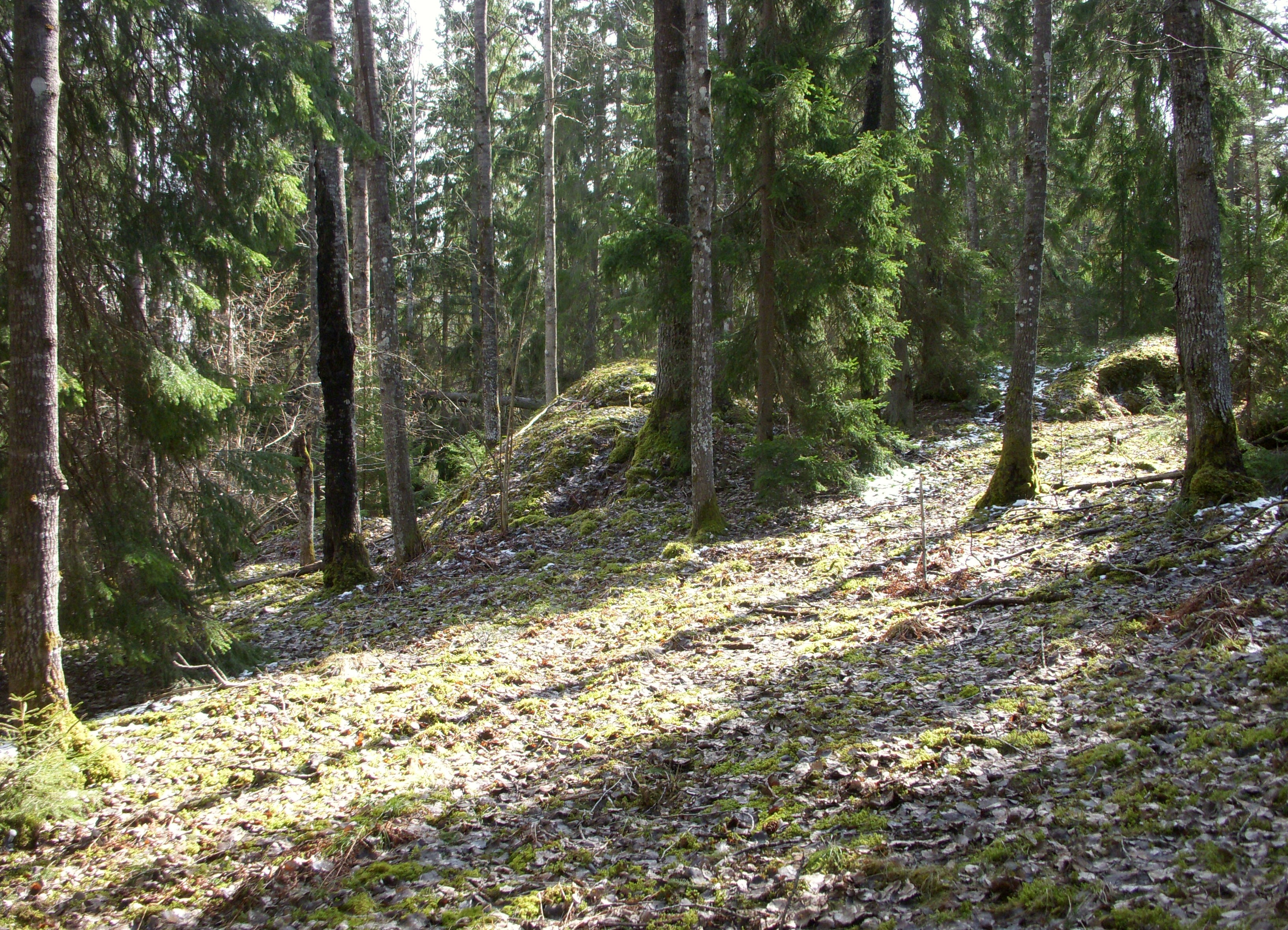
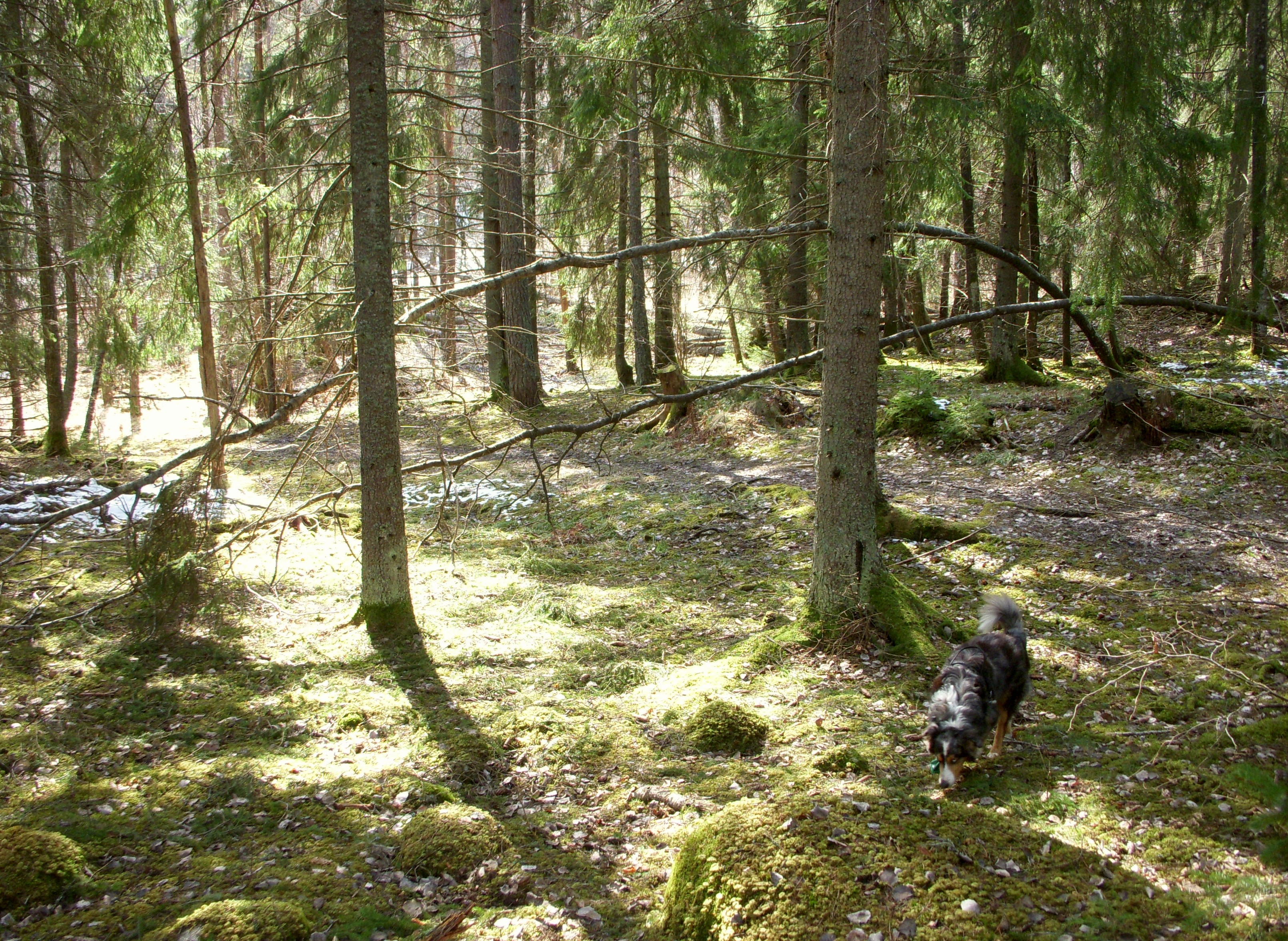